# Paul Adloff
Paul Max Eugen Adloff (* 9. Februar 1870 in Königsberg; † 2. Mai 1944 ebenda) war ein deutscher Zahnmediziner und Anthropologe.

## Leben

### Jugend und Studium
Paul Adloff wurde als drittes Kind des Kanzleirates am königlichen Oberlandesgericht August Adloff und seiner Ehefrau Amanda Mathilde Auguste, geb. Wottrich, geboren. Die Familien waren seit Jahrhunderten in Ostpreußen ansässig; der Ursprung der Adloffschen Familie konnte von Paul Adloff selbst bis in das 16. Jahrhundert sicher dokumentiert werden. Paul Adloff besuchte das königliche Friedrichs-Collegium und das Kneiphöfische Gymnasium, das städtische altsprachliche Gymnasium, in Königsberg. Das Kneiphöfische Gymnasium verließ er 1889 auf Wunsch seines Vaters in Unterprima (12. Klasse), um eine kaufmännische Ausbildung (Juli 1889–März 1892) zu absolvieren. Diese wurde erfolgreich abgeschlossen, Beruf und Aussichten befriedigten Paul Adloff jedoch nicht. Von April 1892 bis April 1893 genügte Adloff als Einjährig-Freiwilliger seiner Militärpflicht beim Grenadier-Regiment „König Friedrich Wilhelm I.“ (2. Ostpreußisches) Nr. 3 und leistete im unmittelbaren Anschluss daran eine Reserveübung als Unteroffizier im gleichen Regiment ab. In dieser Zeit reifte der Entschluss, Zahnmedizin zu studieren.
Nach einer drei Monate währenden kaufmännischen Tätigkeit im Sommer 1893 immatrikulierte er sich im Wintersemester 1893/94 an der Universität Königsberg und belegte, wie auch im Sommersemester 1894, anatomische und zoologische Vorlesungen. Zum Wintersemester 1894/95 wechselte Adloff an die Universität Marburg, insbesondere, um den damals angesehenen zahnärztlichen Lehrer Julius Witzel (1863–1914) zu hören. Mit Beginn des Sommersemesters 1895 immatrikulierte Adloff sich an der Universität Jena, an der ein ebenso angesehener Lehrer der Zahnmedizin wirkte, Adolph Witzel (1847–1906), ein Bruder von Julius Witzel. Adolph Witzel hatte vor allem das Gebiet der Zahnwurzelbehandlung intensiv erforscht. Im Wintersemester 1895/96 wurde er Mitglied der Studentenverbindung Salia Jena (heute: Turnerschaft Salia Jenensis Göttingen). Am 22. Dezember 1896 legte Adloff das zahnmedizinische Staatsexamen mit der Note „Gut“ ab und erhielt am 26. Januar 1897 die Approbation als Zahnarzt. Danach konnte er als Volontärassistent in der Klinik von Adolph Witzel arbeiten. Gleichzeitig setzte er aber seine naturwissenschaftlichen Studien an der Universität Jena fort und vertiefte sein Wissen, indem er, wie schon während seiner zahnmedizinischen Ausbildung, Vorlesungen über allgemeine und spezielle Zoologie und Botanische Systematik hörte, vor allem aber im Zoologischen Labor von Ernst Haeckel unter Leitung von Willy Kükenthal praktisch arbeitete.
Die Berührung Adloffs mit Kükenthal, einem Schüler Ernst Haeckels und bedeutenden Kenner der Entwicklung des Säugergebisses, wurde zum entscheidenden Anstoß für sein späteres Lebenswerk, das sich schwerpunktmäßig vergleichend-anatomischen Problemen, insbesondere der Gebissentwicklung widmete. Kükenthal stimulierte ihn zu einer Dissertation mit dem Thema >Zur Entwicklungsgeschichte des Nagetiergebisses<, die während des Wintersemesters 1897/98 an der Universität Rostock im Januar 1898 abgeschlossen wurde. Die philosophische Fakultät der Universität promovierte  Paul Adloff mit dieser Arbeit am 24. Januar 1898 zum Dr. phil. (Hauptfach Zoologie, Nebenfächer Botanik und Geographie). Im Sommersemester 1898 war Adloff noch einmal als Volontärassistent bei Adolph Witzel in Jena tätig, ließ sich dann aber im August 1898 als Zahnarzt in Königsberg nieder.

### Niedergelassener Zahnarzt in Königsberg 1898–1911
Er wurde Mitglied der Gesellschaft ostpreußischer Zahnärzte und hat in diesem Kreis eine vorbildliche Fortbildungstätigkeit zum Nutzen der niedergelassenen Zahnärzte organisiert und auch selbst betrieben. Auch als niedergelassener Zahnarzt publizierte Adloff zahlreiche kleinere und größere Arbeiten in angesehenen wissenschaftlichen Zeitschriften. Die Thematik umfasste drei Bereiche: berufspolitische Fragen, die Praxis der zahnmedizinischen Probleme und ihre Behandlung und vergleichend-anatomische sowie entwicklungsgeschichtliche Fragestellungen. Sehr frühzeitig (bereits 1903) wurde hier die Bedeutung des Gebisses für Fragen der Entwicklungsgeschichte des Menschen thematisiert. 1908 erschien eine umfassende Darstellung Adloffs: Das Gebiss des Menschen und der Anthropomorphen. Vergleichend- anatomische Untersuchungen. Zugleich ein Beitrag zur menschlichen Stammesgeschichte. Das Werk wurde von der damaligen in- und ausländischen Fachwelt ausnahmslos mit großer Anerkennung aufgenommen.
Auf dem V.Internationalen Zahnärztetag in Berlin 1909 wurde Adloff aufgrund seiner fundierten Kenntnisse zum Vorsitzenden der Sektion I gewählt, die die Bereiche Anatomie, Physiologie und Histologie umfasste.

### Universität Greifswald 1911–1920
Diese ausgedehnte kontinuierliche wissenschaftliche Tätigkeit in Verbindung mit der täglichen praktischen Arbeit eines niedergelassenen Zahnarztes führte dazu, dass Adloff 1911 auf Vorschlag von Fritz König, Direktor der königlich-chirurgischen Klinik und Poliklinik der Universität Greifswald und Guido Fischer, dem Leiter des zahnärztlichen, der chirurgischen Klinik zugeordneten Institutes, der selbst an die Philipps-Universität Marburg berufen wurde, einen Ruf als Nachfolger erhielt. Adloff gab die Sicherheit einer eigenen Praxis auf, nahm den Ruf an und akzeptierte die Bedingung seitens der Universität, dass weder Gehalt noch eine sonstige Vergütung gewährt wurden mit Ausnahme eines jährlichen Stipendiums in Höhe von 1.200 Mark, wie es auch sein Amtsvorgänger erhalten hatte.
Mit der Amtsübernahme in Greifswald erreichte Adloff der Dank der Gesellschaft ostpreußischer Zahnärzte in Königsberg, die sein großes Engagement in der Königsberger Zeit hervorhob und ihn zu ihrem korrespondierenden Mitglied ernannte.
Aufgrund der bisher erbrachten wissenschaftlichen Leistungen wurde Adloff von der Universität Greifswald zur Habilitation zugelassen. Die Antrittsvorlesung hielt Adloff am 5. August 1911 in der kleinen Aula der Universität Greifswald mit dem Thema Vererbung und Auslese im Zahnsystem des Menschen, nach Erbringung dieser Habilitationsleistung erhielt er die venia legendi für das Fachgebiet der Zahnheilkunde an der Universität Greifswald.
Am 22. November 1913 wurde der Privatdozent der Medizinischen Fakultät Greifswald und Leiter der zahnärztlichen Abteilung der chirurgischen Klinik der Universität in Greifswald, Dr. phil. Paul Adloff, durch den preußischen Kultusminister zum Professor ernannt.
Adloff entwickelte das schon unter Fischers Leitung aufstrebende Institut unter schwierigsten wirtschaftlichen Bedingungen weiter. Diese Bemühungen resultierten darin, dass seit dem 15. April 1916 das Zahnärztliche Institut auf ministerielle Weisung nicht mehr als Untereinheit der Chirurgischen Klinik, sondern als selbständige Einheit unter der Direktion Adloffs geführt wurde.
1915 wurde Adloff als leitender Zahnarzt einer Sanitätsformation des III. Armee-Korps nach Chauny/Frankreich einberufen, sein Soldbuch weist Auszahlungen vom 15. Dezember 1914 bis zum 31. Oktober 1915 aus.
Die Publikationen Adloffs in seiner Greifswalder Zeit lassen erneut eine Dreigliederung erkennen: Äußerungen zu standespolitischen Fragen, vielfache Arbeiten zu zahnmedizinischen Problemen und – gleichgewichtig – Publikationen zur vergleichenden Anatomie der Gebissentwicklung sowie zur menschlichen Stammesgeschichte, soweit sie das Gebiss betraf. In diese Zeit fällt die wissenschaftliche Kontroverse mit den Thesen des Amsterdamer Anatomen Louis Bolk (1866–1930). Adloff reagierte auf die Thesen Bolks mit einer kritischen Auseinandersetzung: in einem Buch, erschienen im Meusser-Verlag, Berlin, mit dem Titel Die Entwicklung des Zahnsystems der Säugetiere und des Menschen – Eine Kritik der Dimertheorie von Bolk bezog er unmissverständlich Position gegen Bolks nach Adloffs Auffassung irreführende Thesen zur Gebissentwicklung der Säugetiere.
Berufspolitisch erschienen Publikationen, in denen sich Adloff Gedanken um die Zukunft der Zahnmedizin machte. In diesem Zusammenhang sprach er sich gegen den für den promovierten Zahnmediziner speziell geschaffenen Doktorgrad „Dr. med. dent.“ aus und für die Einbindung der zahnmedizinischen Ausbildung in das allgemeine Medizinstudium mit der Möglichkeit der Promotion zum „Dr. med.“.
1919 wurde die erste Promotionsordnung für Zahnärzte in Greifswald erlassen. Der Titel „Dr. med. dent.“ hatte sich berufspolitisch durchgesetzt. Auf Antrag der Medizinischen Fakultät Greifswald wurde dem Privatdozenten Dr. phil. Adloff als Erstem in Preußen am 11. Oktober 1919 die Ehrendoktorwürde „Dr. med. dent. h(onoris) c(ausa)“ verliehen, der, so die Begründung, „durch hervorragende Untersuchungen über die Entwicklung des Gebisses und die vergleichende Anatomie der Zähne die wissenschaftliche Zahnheilkunde weitgehend gefördert, der als Vertreter der Zahnheilkunde an unserer Universität das ihm unterstellte Institut zu hoher Blüte gebracht und eine besonders erfolgreiche Lehrtätigkeit entfaltet hat“.

### Universität Königsberg 1920–1935
1919 erhielt Adloff einen Ruf auf das planmäßige Extraordinariat für Zahnheilkunde an der Universität Königsberg. Adloff kannte die desolaten Institutsverhältnisse in Königsberg, noch verstärkt durch die schwierigen Nachkriegsbedingungen, und reagierte zögerlich bis ablehnend. In schwierigen Verhandlungen erreichte Adloff schließlich die Zusage für einen der wissenschaftlichen Höhe der damaligen Zeit entsprechenden Institutsneubau (Alte Pillauer Landstr. 5), der 1923 eingeweiht wurde.
Adloff verließ Greifswald nach dem Wintersemester 1919/20 und nahm seine Arbeit und Lehrtätigkeit an der Universität in Königsberg in der zweiten Jahreshälfte 1920 auf.
Zu Beginn des Jahres 1920 wurde er mit Wirkung vom 24. Januar durch den preußischen Kultusminister Konrad Haenisch zum außerplanmäßigen Professor ernannt. Am 30. März 1921 wurde er zum ordentlichen Professor ernannt. 1923 konnte das neue zahnärztliche Institut eingeweiht werden. In Gegenwart des Kultusministers Dr. Otto Boelitz hielt Adloff eine programmatische Ansprache über Aufgaben und Zukunft des Institutes. 1927/28 war er Dekan der Medizinischen Fakultät. 1930 wurde Adloff vom Nobel-Komitee für Physiologie und Medizin in Stockholm eingeladen, einen Vorschlag für den Nobelpreis für Physiologie und Medizin 1931 zu unterbreiten. 1935 wurde er emeritiert, ein Ehrenjahr wurde ihm nicht gewährt. Paul Adloff verstarb am 2. Mai 1944 in Königsberg wenige Monate vor der Zerstörung der Stadt.
Auch in der Königsberger Zeit entstanden zahlreiche Veröffentlichungen zu zahnmedizinischen und anthropologischen Themen, berufspolitische Äußerungen traten jetzt in den Hintergrund. Adloff publizierte als alleiniger Autor bis zu seinem Lebensende am 2. Mai 1944 über 200 Arbeiten, die letzte Arbeit erschien, bedingt durch Krieg und Nachkriegszeit, 1949. Von 1924 bis 1934 war er Schriftleiter der Vierteljahrsschrift für Zahnheilkunde.
Ein Schwerpunkt des zahnmedizinischen Interesses war in den 20er Jahren die dentogene (von den Zähnen ausgehende) Herd- oder Fokalinfektion, zu der Adloff wichtige Beiträge lieferte. Wegen der Bedeutung des Themas stellte er 1925 seinen Mitarbeiter, den späteren Leiter der Hamburger Universitäts-Zahnklinik, Eduard Precht (1893–1938), für mehrere Monate frei, um an der Mayo Clinic, Rochester/USA, bei Edward C. Rosenow die experimentellen Grundlagen für das Studium dieser Erkrankung erarbeiten zu können.
Der odontologischen (das Gebiss betreffenden) Anthropologie galt sicher Adloffs stärkstes Interesse. Es erschienen weiterhin Arbeiten zu Problemen der Gebissentwicklung, der Entstehung der Zahnform, der Stammesgeschichte des menschlichen Gebisses, verbunden insbesondere mit dem sogenannten Eckzahnproblem. Adloff stand in internationalem Austausch mit den auf gleichem Gebiet arbeitenden Forschern seiner Zeit, u. a. mit Raymond Dart, Franz Weidenreich und Robert Broom, und er konnte Abgüsse der Funde von Australopithecus africanus, Sinanthropus pekinensis, Paranthropus und Plesianthropus (heute Australopithecus africanus zugeordnet) untersuchen. Das Gebiss des Typusexemplars von Australopithecus africanus (das Kind von Taung) erkannte Adloff als einziger deutscher Wissenschaftler als einem Hominiden zugehörig.
Er war der Erste, der schon sehr früh auf die Bedeutung des Gebisses für die anthropologische Forschung, insbesondere auch für die Beurteilung der fossilen Reste des Menschen, aufmerksam machte.
Aus der Ergänzung vergleichend-anatomischer und entwicklungsgeschichtlicher Untersuchungen zum Gebiss und zur Gebissentwicklung des Menschen mit den aus der täglichen Inspektion des Gebisses erwachsenden Beobachtungen durch den Zahnarzt – Variationen des Normalen, Fehlanlagen, Fehlentwicklungen und andere pathologische Gebisszustände – resultierte eine Fülle detaillierter Erkenntnisse und daraus abgeleiteter Hypothesen. Diese trugen zu einer intensiven, zum Teil sehr kontroversen Diskussion in der damaligen Fachliteratur bei und schärften die Argumentation beider Seiten (Ahrens, Aichel, Louis Bolk, Dragutin Gorjanović-Kramberger, Gustav Heinrich Ralph von Koenigswald, Adolf Remane, Franz Weidenreich).
Adloff formulierte aufgrund seiner mit der Dissertation einsetzenden, lebenslang anhaltenden Beschäftigung mit der Gebissentwicklung eine Hypothese, mit der er sich im Widerspruch zu vielen anderen Forschern (insbesondere A. Remane und Gustav Heinrich Ralph von Koenigswald) befand. Er vertrat aufgrund seiner Untersuchungen die Auffassung, dass das „ursprüngliche“, „primitive“ Gebiss der Hominiden nicht aus dem „spezialisierten“ Gebiss der Anthropoiden ableitbar, dass in der Entwicklung zum Menschen eine Reduktion des spezialisierten Anthropoiden-Eckzahnes zum kleinen menschlichen Eckzahn nicht beweisbar sei, dass der Mensch – den Primaten zugehörig – nie ein Anthropoidenstadium durchlaufen habe. Eine Übergangsform – das oft unterstellte missing link – gebe es daher nicht. Adloff postulierte, dass der Mensch das Endglied eines unbekannten Primatenstammes mit reichen Entwicklungsmöglichkeiten sei, während die Anthropoiden, die bereits im Miozän durch weitgehende Spezialisierung ihre Anpassungsfähigkeit verloren hätten, Seitenzweige dieses Stammes darstellten. Eine Abzweigung der Hominiden aus der zu Anthropoiden führenden Linie könnte daher nur im frühen Tertiär, also weit vor dem Miozän erfolgt sein, als die Spezialisierung der Anthropoiden noch nicht erfolgt gewesen sei, als also auch ihr Gebiss noch ebenso einfach gebaut war wie das der Hominiden.
Adloff vertrat die Ansicht, für diese Annahmen die besseren Argumente erarbeitet zu haben. Dieser allein durch morphologische Untersuchungen begründeten Hypothese stehen heute molekularbiologische Untersuchungen gegenüber, die eine Abzweigung der Hominiden vom Stamm der Anthropoiden vor 6 bis 8 Millionen Jahren postulieren.

## Mitgliedschaften und Ehrenmitgliedschaften
- Zentralverein deutscher Zahnärzte
- Gesellschaft ostpreussischer Zahnärzte
- Verein vorpommerscher Zahnärzte
- Privatdozenten-Vereinigung der Universität Greifswald
- Königsberger Gelehrte Gesellschaft
- Altertumsgesellschaft Prussia, Königsberg(siehe auch Prussia-Sammlung)
- Ostpreussische physikalisch-ökonomische Gesellschaft, Königsberg
- Dänische Arbeitsgemeinschaft für Paradentoseforschung, ARPA, Kopenhagen

## Schriften (Auswahl)
- Zur Entwickelungsgeschichte des Nagetiergebisses. Inaugural-Dissertation zur Erlangung der Doktorwürde der Hohen philosophischen Facultät der Universität Rostock. Jena. Gustav Fischer, 1898 doi:10.5962/bhl.title.46862
- Das Gebiss des Menschen und der Anthropomorphen. J. Springer, Berlin 1908 doi:10.5962/bhl.title.61874
- Die Zukunft der Zahnheilkunde in Deutschland. In: Zahnärztliche Rundschau, 1917;26:Heft 5
- Einweihung des neuen zahnärztlichen Instituts Königsberg. In: Zahnärztliche Rundschau, 1923;32:Heft Nr.35/36
- Odontologie und Anthropologie. In: Zahnärztliche Rundschau, 1941;50:Heft 11